# Grieboer Bach östlich Coswig
Der Grieboer Bach östlich Coswig ist ein FFH-Gebiet in der Lutherstadt Wittenberg und der Stadt Coswig (Anhalt) im Landkreis Wittenberg in Sachsen-Anhalt.

## Allgemeines
Das FFH-Gebiet besteht aus einem circa 7 Hektar großen, flächenhaften Teil und einem sich auf circa 9 Kilometer Länge erstreckenden linienhaften Teil (beim Bundesamt für Naturschutz ist die Größe mit 16 Hektar angegeben). Es überlagert sich größtenteils mit dem Landschaftsschutzgebiet „Roßlauer Vorfläming“. Das Naturdenkmal „Grieboer Bach I (südlich Pülzig)“ liegt innerhalb des FFH-Gebietes, die Naturdenkmale „Grieboer Bach (südlich Möllensdorf)“ und „Grieboer Bach II (nördlich Waldbad)“ werden von ihm gequert. Im Süden grenzt es an die FFH-Gebiete „Elbaue zwischen Griebo und Prettin“ und „Dessau-Wörlitzer Elbauen“, das EU-Vogelschutzgebiet „Mittlere Elbe einschließlich Steckby-Lödderitzer Forst“ und die Landschaftsschutzgebiete „Mittelelbe“ und „Mittlere Elbe“ im Biosphärenreservat Mittelelbe. Das FFH-Gebiet ist durch die Landesverordnung zur Unterschutzstellung der Natura 2000-Gebiete im Land Sachsen-Anhalt (N2000-LVO LSA) seit dem 21. Dezember 2018 rechtlich gesichert. Zuständige untere Naturschutzbehörde ist der Landkreis Wittenberg.

## Beschreibung
Das FFH-Gebiet liegt zwischen Coswig (Anhalt) und der Lutherstadt Wittenberg im Naturpark Fläming. Es umfasst den Lauf des Grieboer Bachs auf einer Länge von rund 9 km von Pülzig bis zur Mündung in die Elbe. Südlich von Pülzig ist eine circa 7 Hektar große Waldfläche in das FFH-Gebiet einbezogen. Der Grieboer Bach stellt sich als relativ naturnahes und abschnittsweise stark mäandrierendes Fließgewässer dar. Er wird auf nahezu seiner gesamten Länge von Erlen-Eschenwäldern begleitet und ist damit größtenteils beschattet. Stellenweise sind auch Eichen-Hainbuchenwälder ausgebildet. Vereinzelt finden sich bachbegleitende Hochstaudenfluren.
Im FFH-Gebiet siedeln unter anderem Bachbunge, Einfacher Igelkolben, Flutender Schwaden und Schmalblättriger Merk. Das Gebiet ist Lebensraum für Biber und Fischotter. Der Bach beherbergt Vorkommen des Bachneunauges.
Das FFH-Gebiet wird unter anderem von der Landesstraße 123, der Bundesstraße 187 und der Bahnstrecke Węgliniec–Roßlau gequert.